# Hưng Thi
Hưng Thi là một xã thuộc huyện Lạc Thủy, tỉnh Hòa Bình, Việt Nam.
Xã Hưng Thi có diện tích 39,63 km², dân số năm 1999 là 3160 người, mật độ dân số đạt 81 người/km². Xã này là điểm kết thúc của đường Quốc lộ 37C (nối Ý Yên - Gián Khẩu - Nho Quan - đường Hồ Chí Minh).